# Agatha Barbara
Agatha Barbara (ur. 11 marca 1923 w Żabbar, zm. 4 lutego 2002 tamże) – maltańska polityk, działaczka Partii Pracy, deputowana i minister, w latach 1982–1987 prezydent Malty.

## Życiorys
W połowie lat 40. pracowała jako nauczycielka. Wkrótce jednak skoncentrowała się na działalności politycznej w ramach Partii Pracy. W 1947 została wybrana na posłankę do Izby Reprezentantów, stając się pierwszą kobietą zasiadającą w tym gremium. Uzyskiwała reelekcję w każdych kolejnych wyborach, odchodząc z parlamentu dopiero po powołaniu na urząd prezydenta. W latach 1955–1958 sprawowała urząd ministra edukacji. W 1958 wzięła aktywny udział w skierowanych przeciwko Wielkiej Brytanii protestach, za co została skazana na 43 dni pozbawienia wolności. W 1971, gdy laburzyści powrócili do władzy, ponownie stanęła na czele ministerstwa edukacji. W 1974 przeszła na stanowisko ministra pracy, kultury i zabezpieczenia społecznego, które zajmowała do 1981. Między 1971 a 1981 również okresowo zastępowała premiera Doma Mintoffa. W lutym 1982 została prezydentem Malty (jako pierwsza kobieta pełniąca tę funkcję); urząd ten sprawowała do lutego 1987.